# Flesh Gordon - Andata e ritorno... dal pianeta Porno!
Flesh Gordon - Andata e ritorno... dal pianeta Porno! (Flesh Gordon) è un film statunitense del 1974 diretto da Michael Benveniste e Howard Ziehm. Si tratta di una parodia erotico-demenziale dei fumetti e dei film basati su Flash Gordon, l'eroe creato da Alex Raymond. Il soprannonome dell'eroe, Flesh (carne, corpo), si distingue dall'originale Flash (lampo, veloce) per ovvi motivi parodistici.
Nonostante il carattere di commedia erotica trash, il film segue i dettami della filmografia fantastica, ora con una cartellonistica affatto ammiccante, ora con impiego di effetti speciali, anche se artigianali, come l'animazione in creta a passo uno.

## Trama
Anni 'Trenta. Il perfido Wang il Pervertito, imperatore del Pianeta Porno, riverito dai suoi sudditi come "Sua Schifosità" e "Sua Paraculaggine", minaccia la Terra per mezzo di una radiazione che esalta parossisticamente la libido tra gli umani.
Ne fanno le spese i passeggeri e l'equipaggio di un aereo civile, con a bordo Flesh Gordon e la giornalista Dale Ardor, i quali scampano miracolosamente lanciandosi con un paracadute. Atterrati casualmente presso la residenza del Dr. Jerkoff (Dr. Vaffa nell'edizione italiana), i nostri eroi si uniscono allo scienziato per partire alla volta dello spazio con un'astronave di forma fallica da questi realizzata.

## Produzione
La sceneggiatura fu scritta da Michael Benveniste, che assieme ad Howard Ziehm diresse il film. Il cast include Jason Williams, Suzanne Fields (alias Cindy Hopkins) e William Dennis Hunt.
Girato nel 1971, per il film vennero anche girate delle sequenze hardcore (i due registi venivano dal porno) che, però, non vennero mai montate e sono tuttora rimaste inedite. Non sono presenti neanche nella cosiddetta 'director's cut'. 

## Distribuzione
(dal trailer originale)
L'edizione originale ha una durata di 78 minuti, mentre la Collector's Edition, uscita in home video, dura 90 minuti. L'edizione in VHS italiana dura invece 82 minuti.

### Date di uscita
Il film venne distribuito nei cinema statunitensi il 30 luglio 1974. In Germania Ovest il film è stato distribuito il 23 marzo 1975, in Francia il 27 marzo successivo e nei Paesi Bassi il 3 luglio dello stesso anno. In Norvegia è giunto nelle sale nel 1977 e così in Spagna, dov'è stato proiettato il 5 dicembre, mentre in Giappone è arrivato il 4 marzo 1978.

### Titoli alternativi
Il film è conosciuto anche con i titoli Las aventuras de Flesh Gordon (Spagna), Flesh Gordon, praktor '069' enantion tou planiti 'Porno'! (Grecia) e Флэш Гордон (URSS).  In Italia il titolo della distribuzione originale è Flesh Gordon - Andata e ritorno... dal pianeta Porno! (locandina), poi reintitolato in home video Flesh Gordon - Andata e ritorno dal pianeta Korno (edizione Avo Film in VHS del 1994), Flesh Gordon - Andata e ritorno... al pianeta Korno! (edizione DVD Pulp Video) e Flesh Gordon - Andata e ritorno... dal pianeta Korno! (edizione integrale restaurata in DVD Stormovie).

### Doppiaggio
Per l'edizione italiana il doppiaggio fu affidato alla C.D. con direzione di Renato Izzo. In un momento drammatico il quadro di comandi dell'astronave segnala dapprima un prosaico "Cavoli amari" e poi "Cavoli amarissimi".

### Divieti
Negli Stati Uniti il film fu classificato inizialmente dalla MPAA con il "Rating X" (film per adulti), ma in seguito fu modificato per ridurre il divieto al "Rating R" (film vietato ai minori di 17 anni non accompagnati da un adulto). In Italia il film è stato invece vietato ai minori di 18 anni.

## Sequel
Nel 1989 è uscito il sequel Flesh Gordon Meets the Cosmic Cheerleaders. In questo secondo capitolo (presentato in Italia alla rassegna romana di Fantafestival negli anni novanta) l'Arma del Terrore rende i terrestri impotenti, ma Flesh ne è naturalmente immune.